# Каудюм
Каудюм (з.-фриз. Koudum) — деревня в общине Юго-Западная Фрисландия провинции Фрисландия на севере Нидерландов. Население Каудюма составляет 2687 жителей на 1 июля 2011 года.

## Этимология
Топоним Koudum в древности был отмечен как Coluuidum/Kolwidum (X век), Coldum (1325), Koldem (1397), Koldům (1467), Coudum (1512), вероятно, происходящий от сочетания древнефризских слов col, что означает «древесный уголь» и widum, производное от «леса». По другой версии col означает «седло», и, таким образом, название может происходить от словосочетания «перевал в лесу», поскольку Каудюм расположен на гребне из морены (10 метров над уровнем моря) и окружён лесом.

## Достопримечательности
Главной достопримечательностью Каудюма является голландская реформатская церковь Мартиникерк. Недалеко от мельничного комбината находится восстановленная ветряная мельница Де Влейт. В непосредственной близости от поселка есть два старых ветряных генератора производства США.

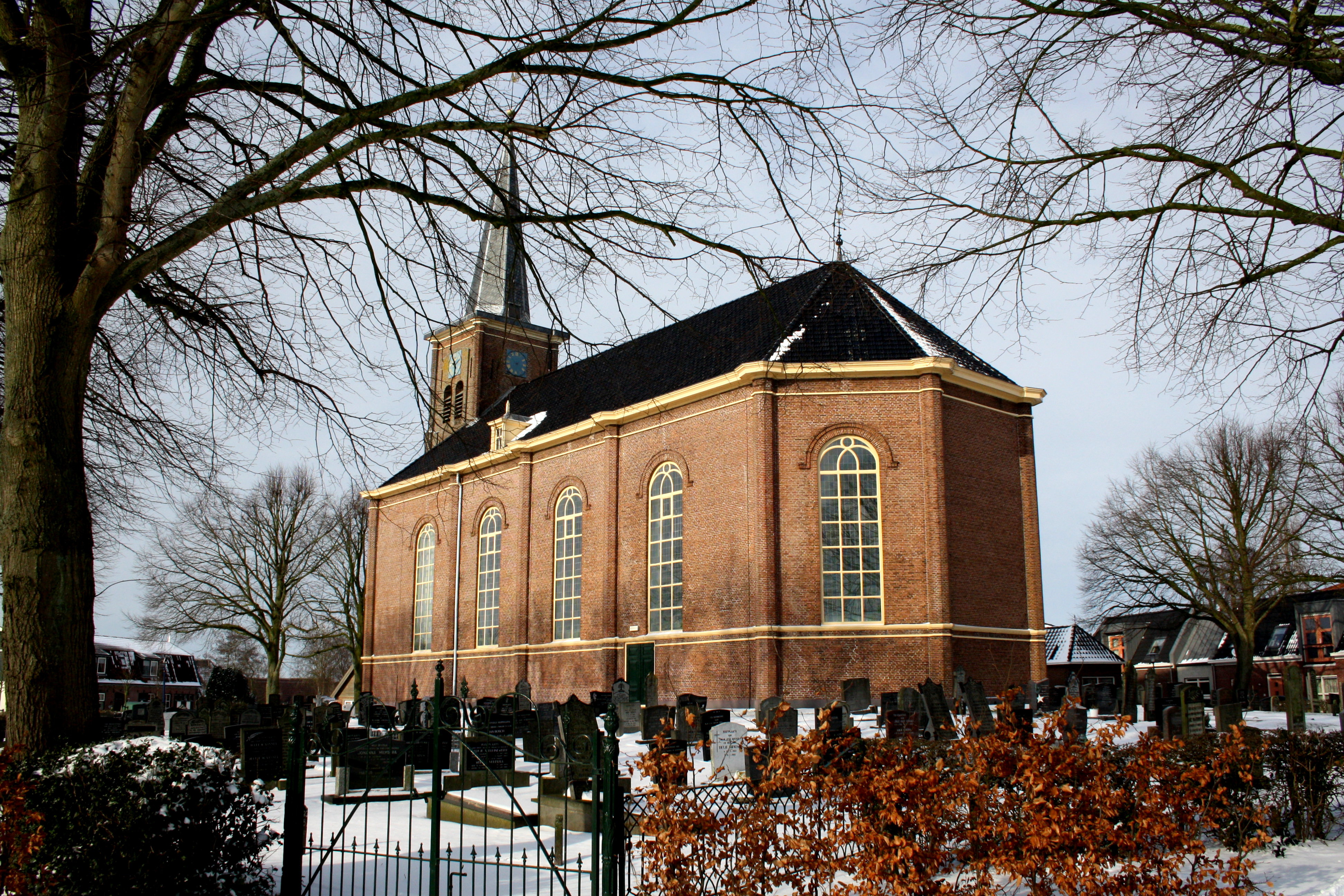
Мартиникерк
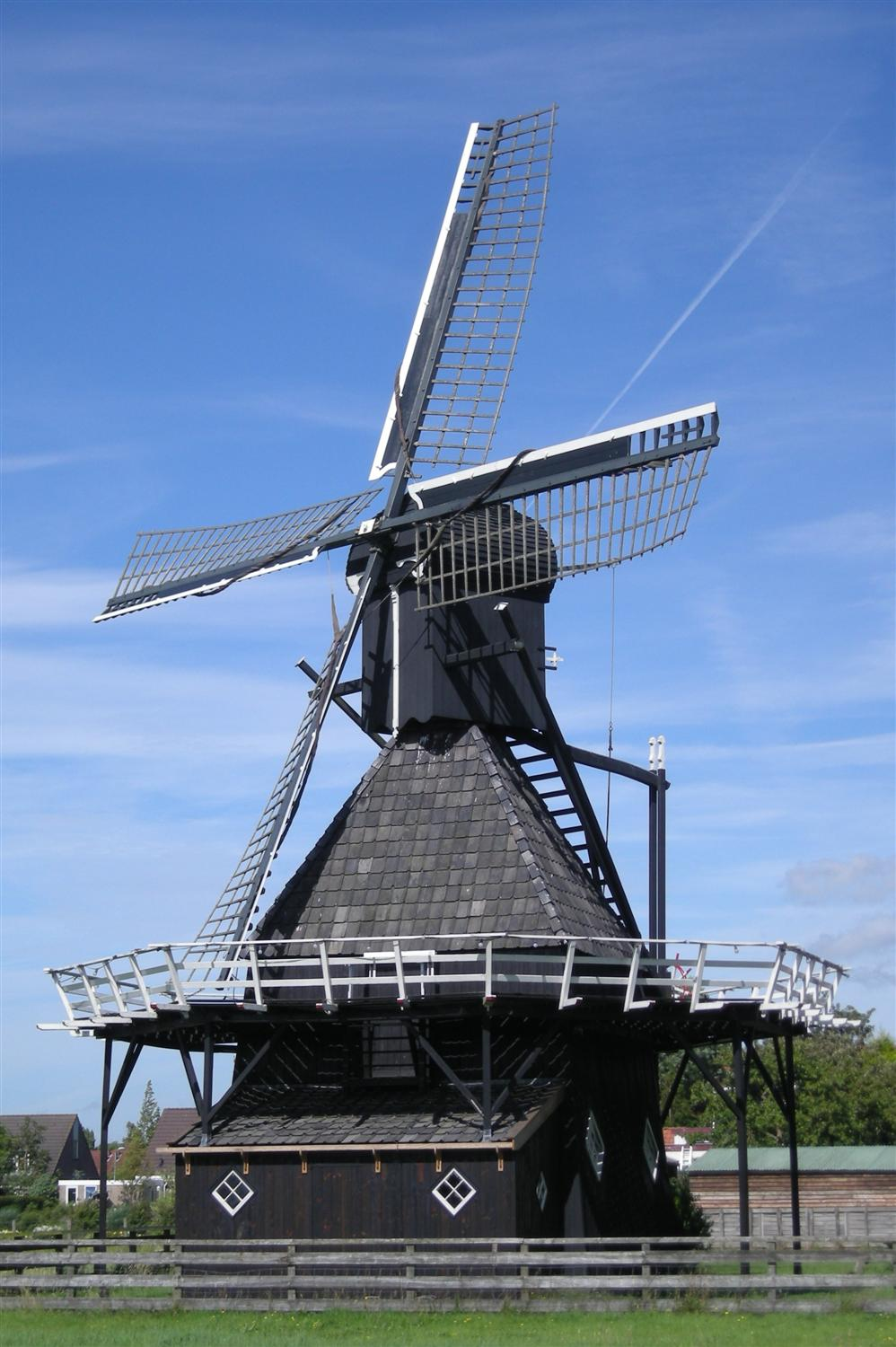
Ветряная мельница Де Влейт
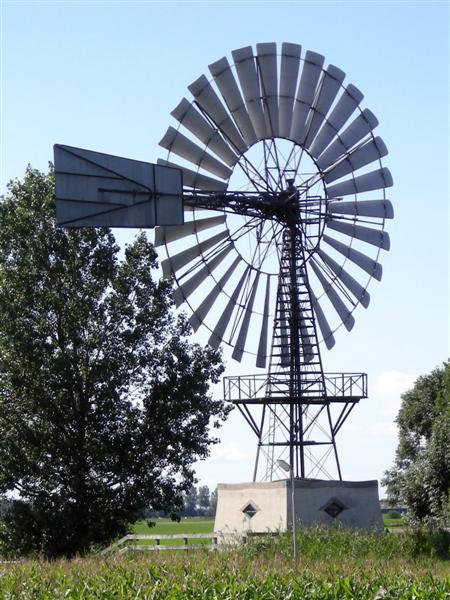
Ветряной генератор
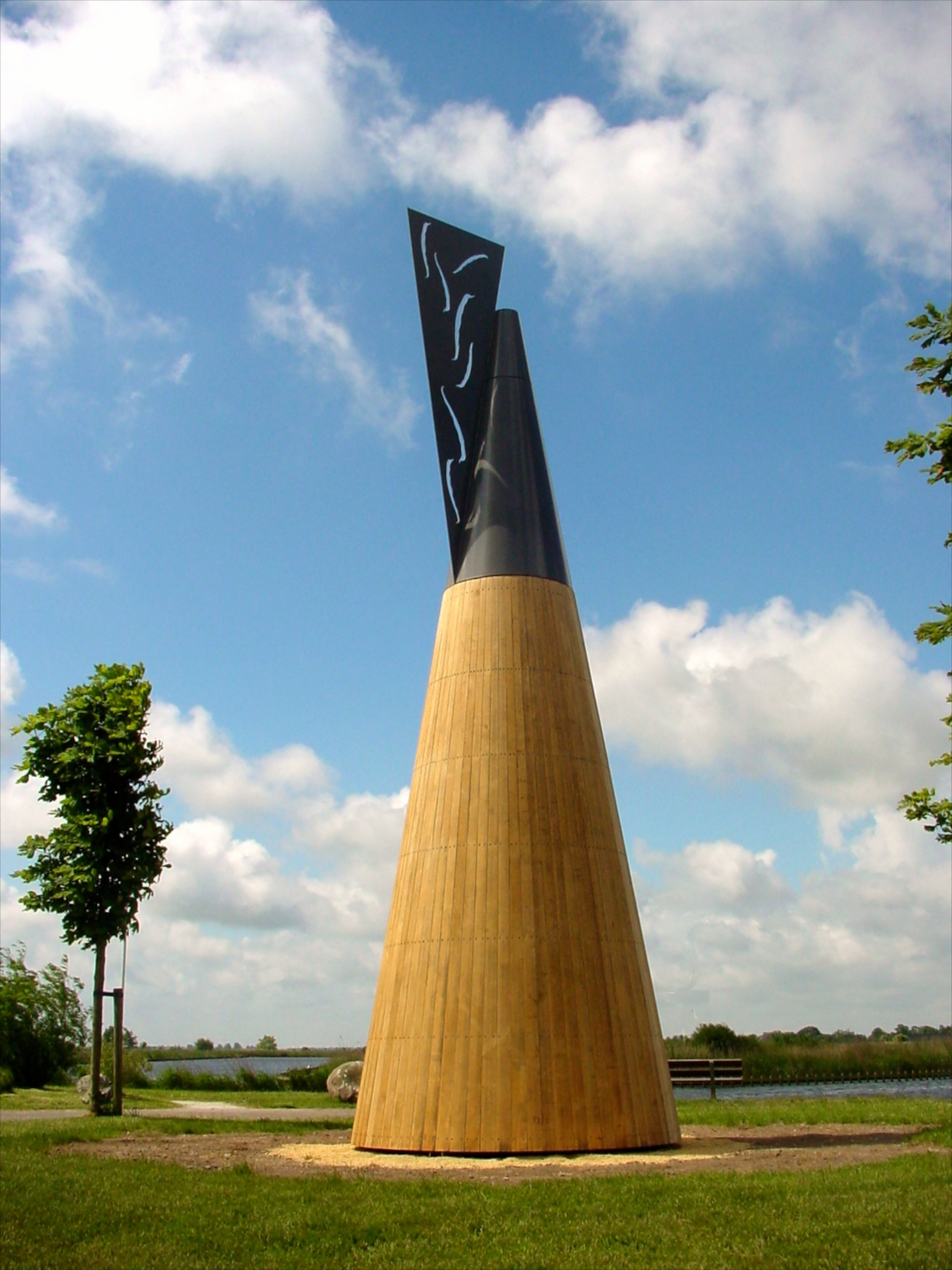
Арт-концепт нового жилья. Дизайн: Хансхан Руберс

## Персоналии
- Якоб Бинкес (1637 — 1677) — нидерландский адмирал
- Пибе Баккер (1929 — 2002) — дирижёр
- Хансхан Руберс (1941) — архитектор